# 村のロメオとジュリエット
『村のロメオとジュリエット』（英語: A Village Romeo and Juliet）は、フレデリック・ディーリアスが書いた6つのオペラのうちの4番目にあたるオペラ（抒情劇 Lyric Drama）である。英語による台本はスイスの作家ゴットフリート・ケラーの短編小説『村のロメオとユリア』に基づき、作曲者自身が妻のイェルカとともに執筆した。1899年末から1901年にかけて作曲されたあと手が加えられ、最初の公演は、1907年2月21日にベルリン・コーミッシェ・オーパーで、ケラーによる原作のドイツ語題と同じく「Romeo und Julia auf dem Dorfe」として行われた。
1910年2月22日にトーマス・ビーチャムによって、ロンドンのコヴェント・ガーデンにあるロイヤル・オペラ・ハウスで英国初演が行われた。米国初演は1972年4月26日にワシントンD.C.で行われた。
この作品を繰り返し取り上げたビーチャムは、「どこか別世界のような、もしくは田園やおとぎ話のような夢見心地の牧歌...主題によく合った音楽は抒情的で、一貫して詩的」と評している。随所でオーケストラに大きな役割が与えられており、セシル・グレイは「交響詩と呼ぶこともできる」と表現している。オペラが上演されることはめったにないが、第5場と第6場の間奏曲「楽園への道」(The Walk to the Paradise Garden) はコンサートでよく演奏され、何度も録音されている。

## 配役
一部の役名は、日本橋オペラ研究会の作品紹介ページ内にある登場人物一覧を参考。
| 配役                   | 原名                     | 声域         | 初演時の役者 (1907年2月21日)（指揮者：フリッツ・カッシーラー） |
| ---------------------- | ------------------------ | ------------ | -------------------------------------------------------------- |
| マンツ                 | Manz                     | バリトン     |                                                                |
| マルティ               | Marti                    | バリトン     |                                                                |
| マンツの息子、サリ     | Sali                     | テナー       | Willi Merkel                                                   |
| マルティの娘、ヴレリ   | Vreli (Vrechen)          | ソプラノ     | ローラ・アルトー・デ・パディージャ                             |
| 陰鬱なバイオリン弾き   | Dark Fiddler             | バリトン     | Desider Zádor                                                  |
| サリ（幼少期）         | Sali, as a child         | ソプラノ     |                                                                |
| 2人の農夫              | Peasants                 | バリトン     |                                                                |
| 3人の農民の女性        | Women                    | ソプラノ     |                                                                |
| 派手な女               | Gingerbread Woman        | ソプラノ     | ミニー・エーゲナー                                             |
| 輪投げ女               | Wheel-of-Fortune Woman   | ソプラノ     |                                                                |
| 安いジュエリーの女性   | Cheep Jewellery Woman    | メゾソプラノ |                                                                |
| メリーゴーランドの男性 | Merry-go-round Man       | バリトン     |                                                                |
| やせた女               | Slim Girl                | ソプラノ     |                                                                |
| 荒々しい女             | Wild Girl                | メゾソプラノ |                                                                |
| 貧弱なホルン吹き       | Poor Horn-Player         | テナー       |                                                                |
| せむし男               | Hunchbacked Bass-Fiddler | ベース       |                                                                |

## あらすじ
キール歌劇場CDの解説書を一部参照した。オペラは全6場からなり、演奏時間は1時間50分程度。
あるところにマンツとマルティという農家がいた。彼らはある土地をめぐって対立関係にある。一方、陰鬱なバイオリン弾きはこの土地の正当な所有者であるが、非嫡出子ゆえに法的権利がなかった。オペラの冒頭では、マンツの息子サリとマルティの娘ヴレンチェン（ヴレリ）という幼い子供たちが登場する。ある9月の朝、2人はこの土地で遊んでいたところ、バイオリン弾きに出会う。彼は土地を耕せば不幸が起きると子供たちに警告し、その場を去る。そこへマンツとマルティが現れて土地の所有権に異議を唱え、それぞれのわが子を相手の子から引き離す。
土地に関する訴訟で双方が疲弊するうちに6年が経ち、サリはマルティの荒れた家を訪れてヴレリに会う。恋に落ちていることに気づいた2人は、夜に昔と同じ土地で会う約束をする。夜、2人の元へバイオリン弾きが再び現れ、村を離れるように誘う。バイオリン弾きが去った後、サリとヴレリが一緒にいるところを偶然目にしたマルティは、怒りにまかせてヴレリを連れ去ろうとする。サリはマルティを止めようとして、重傷を負わせてしまう。結果、頭に怪我を負ったマルティは養老院送りとなり、彼の家も売りに出される。身寄りのなくなったヴレリが家を引き払う前日、サリが訪ねてくる。眠りに落ちた2人はともに、幸せな結婚式を挙げている男女を夢に見る。2人は彼らの愛を宣言し、一緒に村を去ることを決心する。
地元の見本市で、サリとヴレリは指輪を購入する。サリの提案で、2人は一晩中踊ることができる宿屋「楽園の庭」(Paradise Garden) に行き、放浪者たちとともに酒を飲みかわすバイオリン弾きと再会する。バイオリン弾きから自分たちの仲間にならないかと持ち掛けられるが、サリとヴレリはそのような生き方は合わないと辞退し、互いへの愛に殉じ、一緒に死ぬことを決意する。彼らは宿を出て干し草を積んだはしけを見つけ、飛び乗るとドックを離れて川に進み出ていく。バイオリン弾きが見守る中、サリは舟の底から栓を外し、恋人たちは舟とともに沈む。